# Ouled Moumen
 (juin 2011).
Si vous disposez d'ouvrages ou d'articles de référence ou si vous connaissez des sites web de qualité traitant du thème abordé ici, merci de compléter l'article en donnant les références utiles à sa vérifiabilité et en les liant à la section « Notes et références ».
Ouled Moumen est une commune de la wilaya de Souk Ahras en Algérie. Connue pour ses ruines de l'antique cité de Henchir Kssiba, vieille de plus de 20 siècles. Ces ruines sont actuellement à 80 % toujours enfouies.
Ouled Moumen abrite un poste-frontière entre l'Algérie et la Tunisie. 

## Géographie

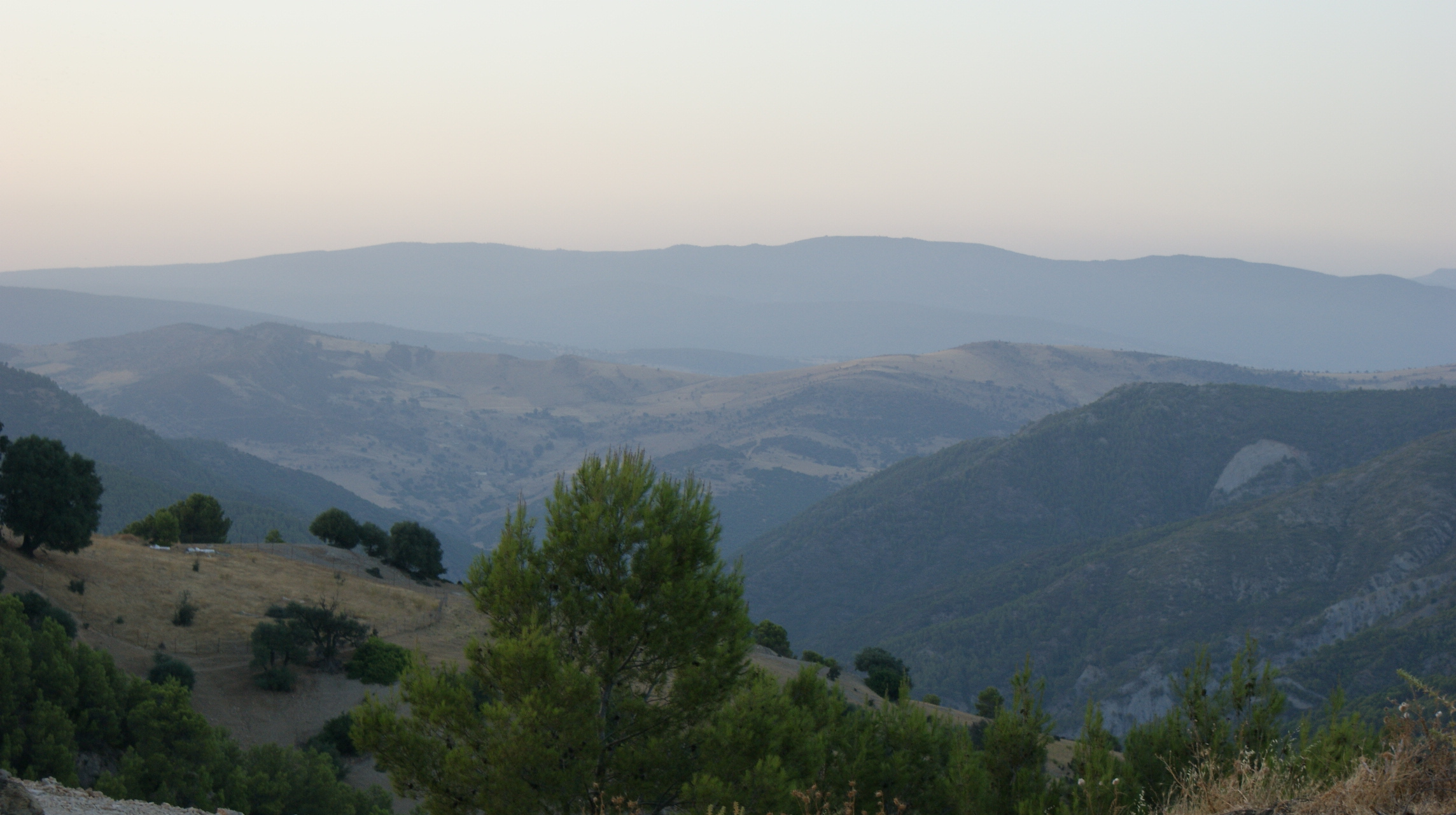
Les montagnes de Ouled Moumen

### Relief
Commune de l'extrême est de l'Algérie, surplombant un important massif montagneux (Djbel Ouled Moumen), qui atteint un sommet de 1 100 m d'altitude.

### Situation
Le territoire de la commune d'Ouled Moumen se situe au nord-est de la wilaya de Souk Ahras.
|          | Ghardimaou (Tunisie) |                                          |
| Aïn Zana | Ouled Moumen         | Ghardimaou Sakiet Sidi Youssef (Tunisie) |
|          | Khedara              |                                          |

### Localités de la commune
La commune d'Ouled Moumen est composée de quinze localités :
- Aïn Alliga
- Aïn Zerd
- Ameur
- El Argoub
- El Fouidh
- El Hamala
- El Kharouba
- El Magoun
- Feidh El Bargoug
- Frina
- Gare de Sidi El Hemissi
- Mechta Djemaa
- Ras El Kef (chef lieu)
- Retbat Nouar
- Zouibia

## Histoire
L'histoire de la région remonte aux époques puniques et numides. Elle a vu passer plusieurs empires et plusieurs peuples de différentes religions. Sur les ruines de l'ancienne ville, on distingue des inscriptions en différentes langues témoignant des rites religieux pratiqués par les anciennes populations.
Le Djebel Frina, orthographié Frima dans la version originale allemande et Djebel Drima dans la traduction française, est le théâtre d’une scène de chasse à l’aide d’un guépard dans le  roman de Karl May « Fauves et bandits , 1935 qui reprend "Der Krumir", 1881.

## Économie
La culture du blé, des olives et des figues est la principale activité des Ouled Moumen[réf. nécessaire].